# Shaxzoda Allaniyazova
Shaxzoda Sharapatdinovna Allaniyazova (ur. 2006) – uzbecka zapaśniczka walcząca w stylu wolnym. 
Brązowa medalistka mistrzostw Azji w 2025 roku. 